# Gherardo Vaiarini
Gherardo Vaiarini (Concesio, 1891 – Africa Settentrionale Italiana, 17 luglio 1942) è stato un militare italiano insignito della medaglia d'oro al valor militare alla memoria nel corso della seconda guerra mondiale.

## Biografia
Nacque a Concesio, provincia di Brescia, nel 1891, figlio di Battista. 
Arruolatosi nel Regio Esercito frequentò la Regia Accademia Militare di fanteria e Cavalleria di Modena da cui uscì con il grado di sottotenente dalla nel 1913. A partire dal 24 maggio 1915, in forza al 77º Reggimento fanteria, partecipò alle operazioni belliche nel corso della prima guerra mondiale. Rimasto gravemente ferito alla fine del 1917, riprese servizio attivo nel 1920, in forza al Corpo di occupazione dell'Egeo. Dal 1924 al 1927 prestò servizio al Distretto militare di Brescia e, con la promozione a maggiore, presso il Comando della Divisione militare di Udine. Divenuto tenente colonnello nel 1935, ritorno al 77º Reggimento fanteria dove rimase fino alla promozione a colonnello, avvenuta il 1º novembre 1939. Nominato comandante del 65º Reggimento fanteria motorizzato della 101ª Divisione motorizzata "Trieste", dopo la dichiarazione di guerra a Francia e Gran Bretagna prese parte alle operazioni sul fronte occidentale. Nell'agosto 1941 partì alla testa del suo reggimento per l'Africa Settentrionale Italiana. Ferito in combattimento ad El Alamein, decedeva in quello stesso giorno durante il suo trasporto all'ospedale da campo 895 di El Dabà. La sua eroica morte venne citata sul bollettino di guerra n.787, e fu successivamente insignito della medaglia d'oro al valor militare alla memoria.